# Conflans-Sainte-Honorine
Conflans-Sainte-Honorine település Franciaországban, Yvelines megyében. Lakosainak száma 36 306 fő (2022. január 1.). Conflans-Sainte-Honorine Achères, Andrésy, Maurecourt, Éragny, Herblay-sur-Seine és Neuville-sur-Oise községekkel határos.

## Népesség
A település népességének változása:
| Lakosok száma | 35 213 | 35 019 | 36 058 | 35 846 | 35 656 | 35 536 | 35 957 | 35 926 | 36 306 |
|               | 2013   | 2015   | 2016   | 2017   | 2018   | 2019   | 2020   | 2021   | 2022   |